# إسقاطات عمودية

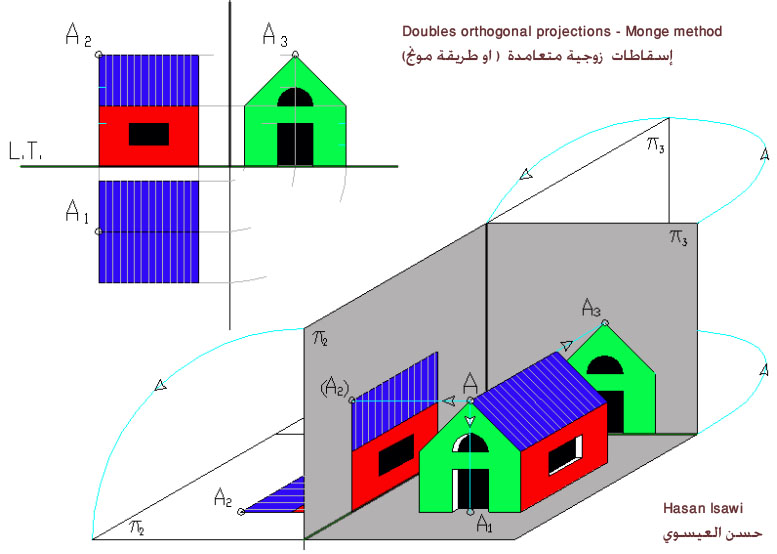
إسقاطات متعامدة لتمثيل جسم ثلاثي الأبعاد، مرسومة في الفراغ (على يمين الصورة) وفي نفس المستوى (على اليسار)

طريقة مونج في الهندسة الوصفية هي طريقة تستعمل إسقاطات متوازية لتمثيل نماذج ثلاثية الأبعاد. وتستمد اسمها من عالم الرياضيات الفرنسي غاسبار مونج الذي يصفها في كتابه Géométrie descriptive 1799.طريقة مونج تعتمد على الإسقاطات المتعامدة للنموذج على مستويين متعامدين على بعضهما البعض، عادة ما يكون واحد منهما أفقي والآخر رأسي, وخط تقاطعهما يسمى خط الأرض.
بعد أن تتم عمليات الإسقاط نشرع في تدوير المستوى الرأسي حول خط ألأرض وبعكس عقارب الساعة, لجعله يتطابق مع المستوي الأفقي. هدف هذه العملية هو الحصول على مستوى واحد (أو بالاحرى مستويين متطابقين) لتسهيل قراءة وكتابة الرسم.
بالإضافة إلى ذلك من الممكن وضع الإسقاطات المتعامدة (مسقط افقي، وواجهة) لأي شكل هندسي في حالة تقابل, أي ان النقاط المتقابلة تنتمي إلى خطوط تلتقي في نقطة واحدة (نهائية أو لانهائية) تسمى مركز التقابل, والخطوط المتقابلة تلتقي في نقاط مصطفة على خط واحد يسمى محور التقابل.
من الجدير بالذكر أن الخطوط التي توصل النقاط المتقابلة تسمى خطوط تناظر. التي يكون اتجاهها عمودي على خط الأرض.

## تمثيل الكيانات الهندسية الرئيسية

### تمثيل نقطة

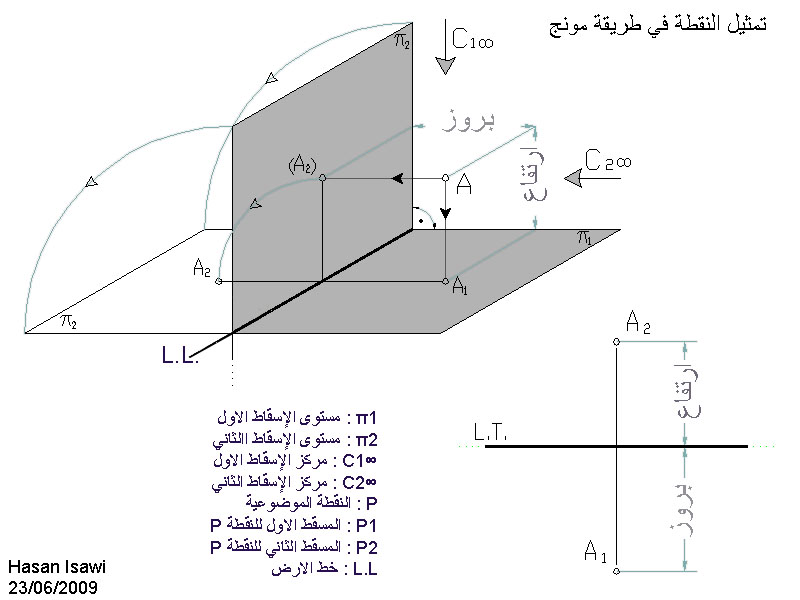
تمثيل النقطة في طريقة مونج

في طريقة مونج نقطة A في الفراغ تُمثل عن طريق إسقاطين عموديين على مستويات الإسقاط:π2 π1. نقطة التقاطع بين الخط العمودي المار بالنقطة A والمستوى الأفقي π1, هي المسقط الأول (أو الأفقي) للنقطة A ويُرمز لها A1. بطريقة مماثلة يحدد المسقط الثاني A2 كنقطة تقاطع بين π2 (مستوى الإسقاط الثاني) والخط العمودي على π2 والمار بالنقطة A.
- المستوى الأفقي π1: يسمى مستوى الإسقاط الأول
- المستوى الراسي π2: يسمى مستوى الإسقاط الثاني
- ألاتجاه العمودي على π1 يسمى مركز الإسقاط الأول
- ألاتجاه العمودي على π2 يسمى مركز الإسقاط الثاني
- الخط العمودي على π1, يسمى خط الإسقاط الأول
- الخط العمودي على π2, يسمى خط الإسقاط الثاني
- ارتفاع A: مسافة (أو بُعد) النقطة A عن π1
- بروز A: مسافة النقطة A عن π2

#### مثال
لنعين نقطة P في الزاوية الزوجية الأولى (I diedro), فعملية تحديد الإسقاطات المونجية للنقطة P تتم كما يلي:
- الإسقاط الأول P1 للنقطة P, يحدد كنقطه تقاطع بين الخط الرأسي المار بالنقطة P والمستوى الأول π1 (يسمى أيضاً مستوى الإسقاط الافقي).
- الإسقاط الثاني P2 للنقطة P, يحدد كنقطه تقاطع بين مستوى الإسقاط الثاني π2 (يسمى أيضاً مستوى الإسقاط الامامي) والخط العمودي على π2 (يسمى خط الإسقاطي الثاني).

المستوى المار بالنقطة P والعمودي على المستويين π1 وπ2, يقطعهما بخطين عموديين على خط الأرض. نقطة تقاطع هذا المستوى مع خط الأرض تسمى النقطة المرجعية ويرمز لها P0 (بي زيرو). وبهذا:
- ارتفاع P = المسقيم P_P1 الذي يساوي أيضاً P2_P0
- بروز P = المسقيم P_P2 الذي يساوي أيضاً P1_P0

### تمثيل خط

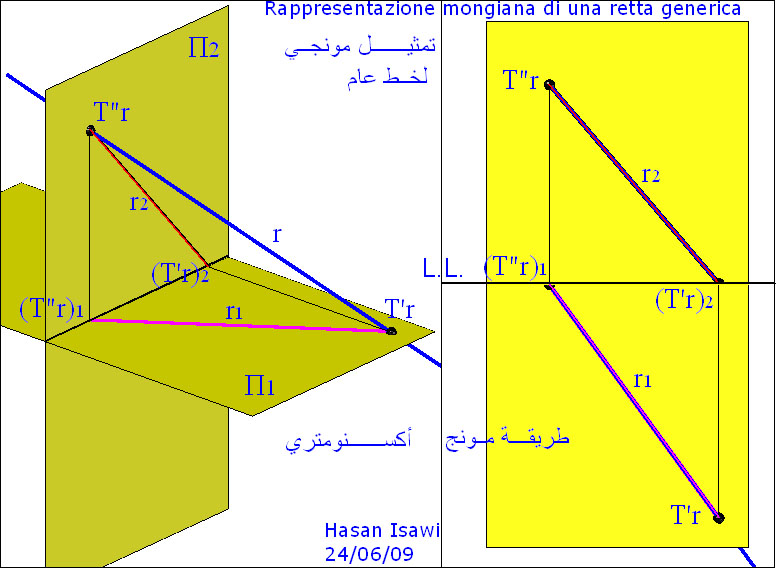
تمثيل مونجي لخط عام

يتم تحديد الإسقاطات المتعامدة r1 r2 لخط r موضوع في الفراغ, كما يلي:
- الإسقاط ألافقي r1 للخط r كتقاطع بين مستوى الإسقاط الأفقي π1 والمستوى الراسي المار بالخط r.
- وبالمثل الإسقاط الراسي r2، يحدد كخط تقاطع بين مستوى الإسقاط الراسي π2 والمستوى العمودي على π2 والمار بالخط r.

عملياً، لتحديد الإسقاطات المونجية (r1 r2)، لخط r ,على سبيل المثال r1، من الضروري تحديد إسقاطين (P1 Q1) لنقطتين (P Q) ينتميان للخط r. ولأن الخط r نظريا يعتبر كيان غير محدودة، فالنقطتين يمكن أن يكونان آثار ذلك الخط r، أي نقاط التقاطع (T'r T"r) بين الخط r ومستويي الإسقاط (π2 π1).
- - نقطة التقاطع T'r بين خط r ومستوى الإسقاط الأفقي π1، تسمى الأثر الأول للخط r.
  - أما نقطة التقاطع T"r بين خط r ومستوى الإسقاط الرأسي π2، تسمى الأثر الثاني للخط r.

### تمثيل مستوى

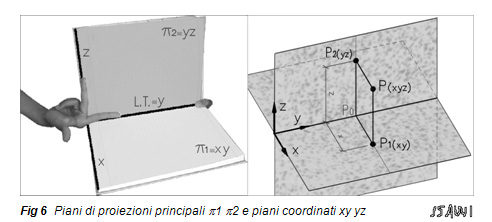
مستويي الاسقاط في طريقة مونج

المستوى من الناحية النظرية يعتبر لانهائي, وبالتالي الطريقة الوحيدة لتمثيله يتم من خلال خطوط تقاطعه مع مستويات الاسقاط. وهذه الخطوط تسمى اثار المستوى. مثلا تقاطع مستوى الفا مع مستوى الاسقاط الأول يسمى الاثر الأول للمستوى الفا, وخط تقاطع الفا مع مستوى الاسقاط الثاني يسمى الاثر الثاني للمستوى الفا.

## تاريخ
مونج تعهد بعدم الكشف عن الطريقة الموصوفة أعلاه، التي كانت سر عسكري لمده 15 عاما. فقط في 1794، سمح بتدريسها في باريس. 

### ببليوغرافيا
- النظر بواسطة العقل" (Vedere con la mente) فهم الفراغ الهندسي بدون إدراكة بصريا- Nasini Lamberto - Isawi Hasan- 2006
- الهندسة الوصفية من تأليف البروفسور حسن العيسوي وتيتسيانا بريمافيرا - تاريخ النشر : 13 يونيو 07 - (كتاب باللغة الإيطالية)
- Geometria descrittiva CD-ROM - Hasan Isawi - 1999 (الهندسة الوصفية في سي دي روم - باللغة الإيطالية)

## معرض صور

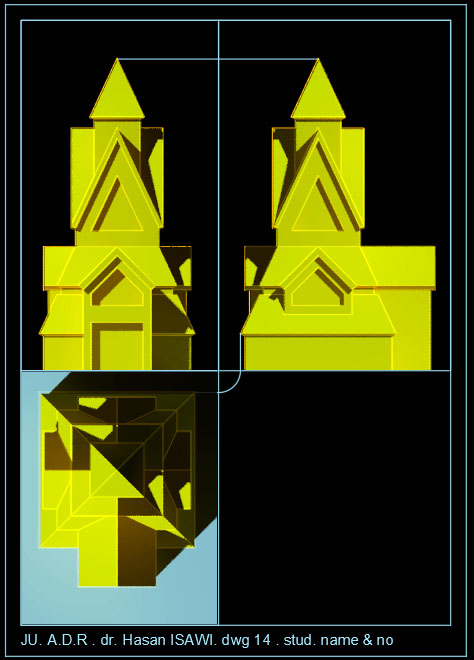
رسم واظهار تكوينة من حجوم باسقف مائلة
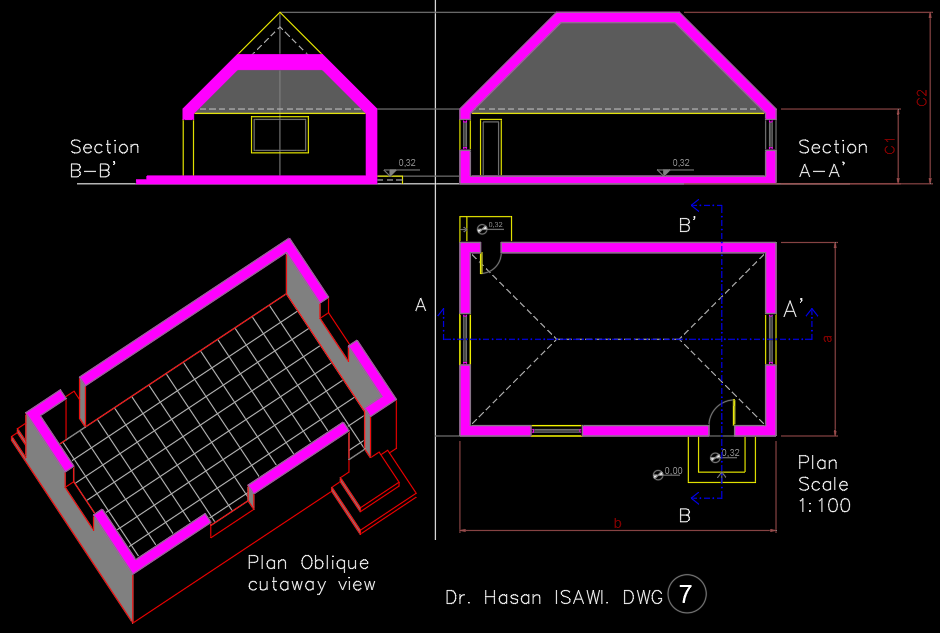
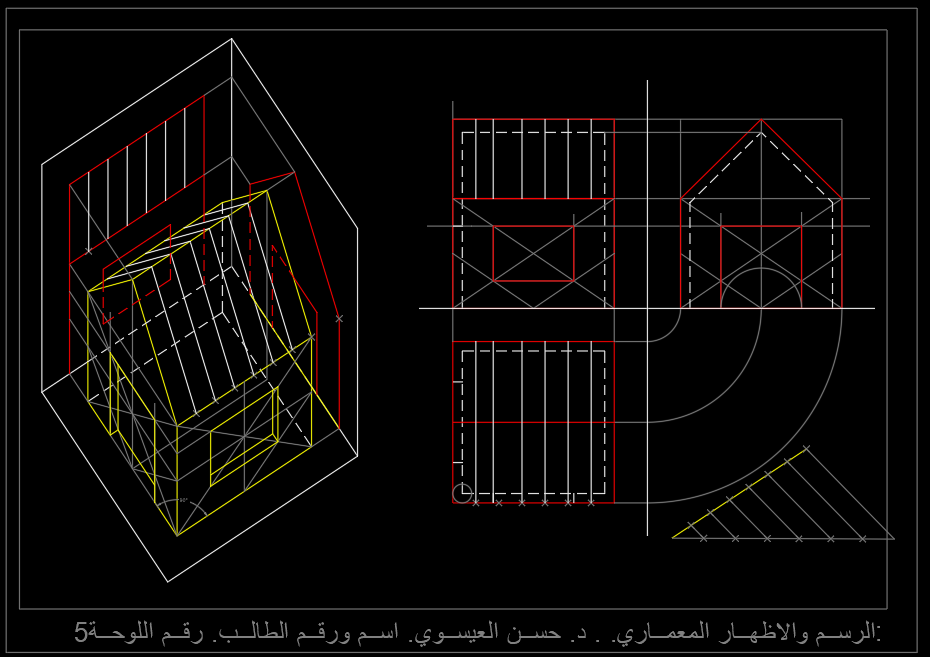
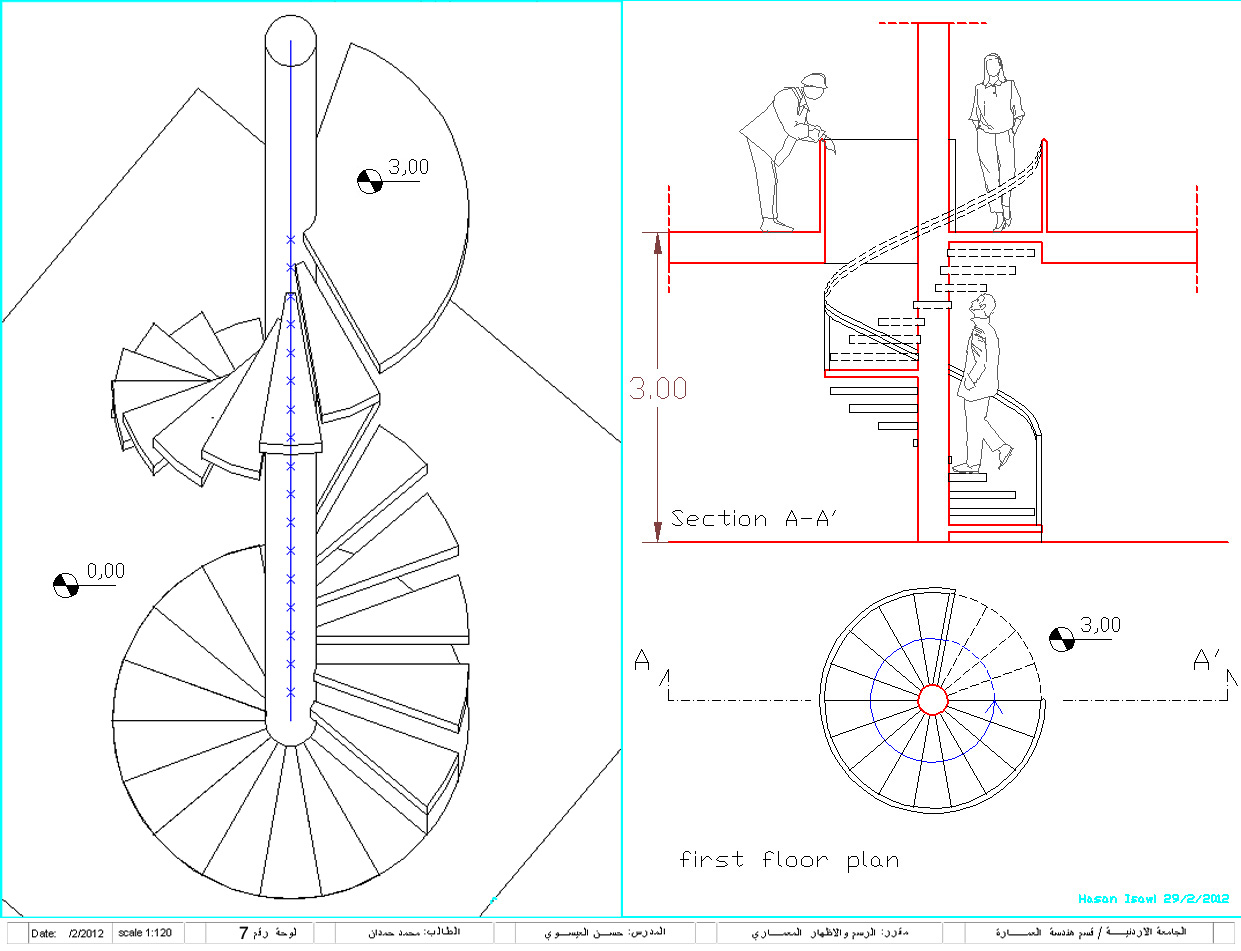
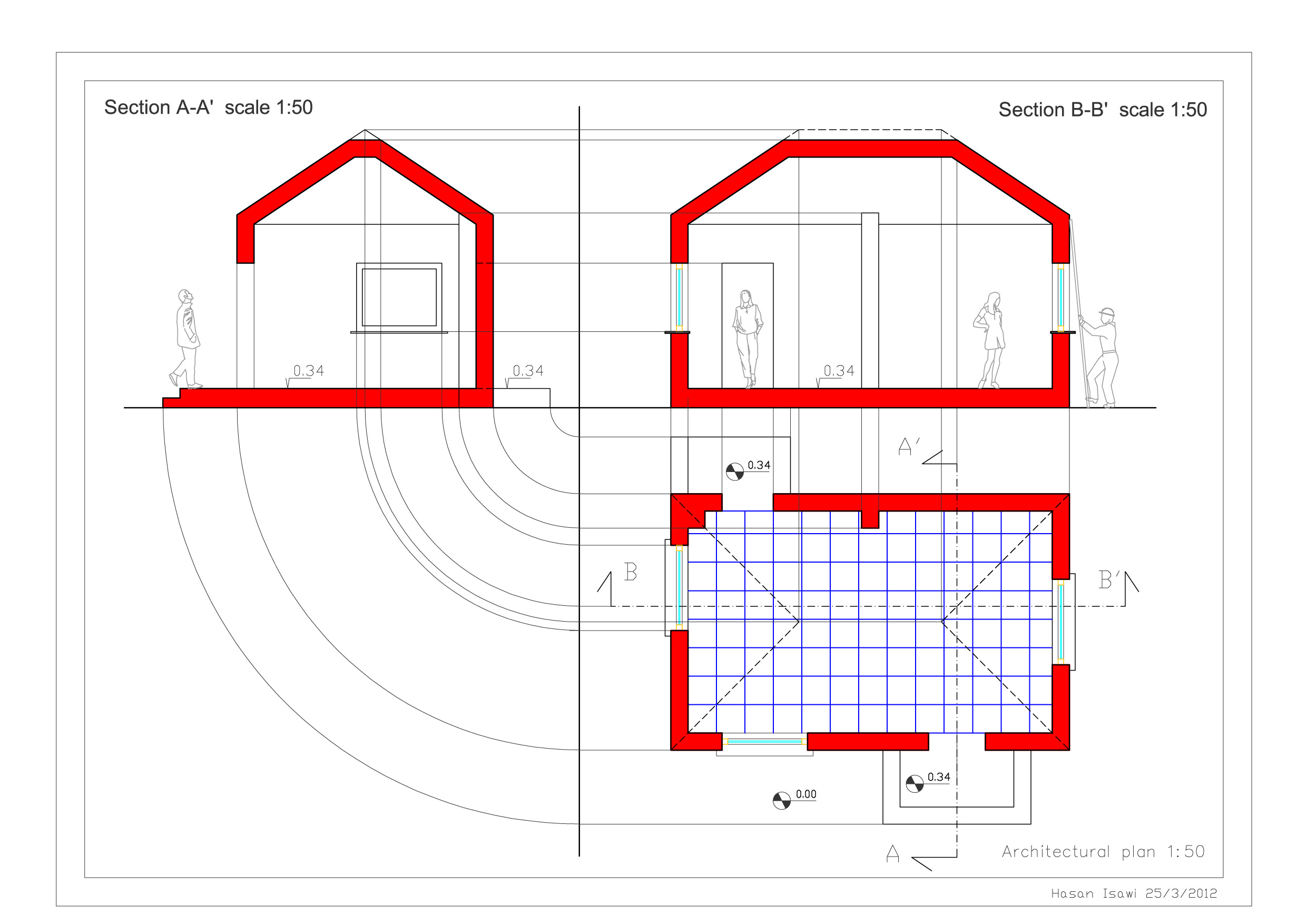
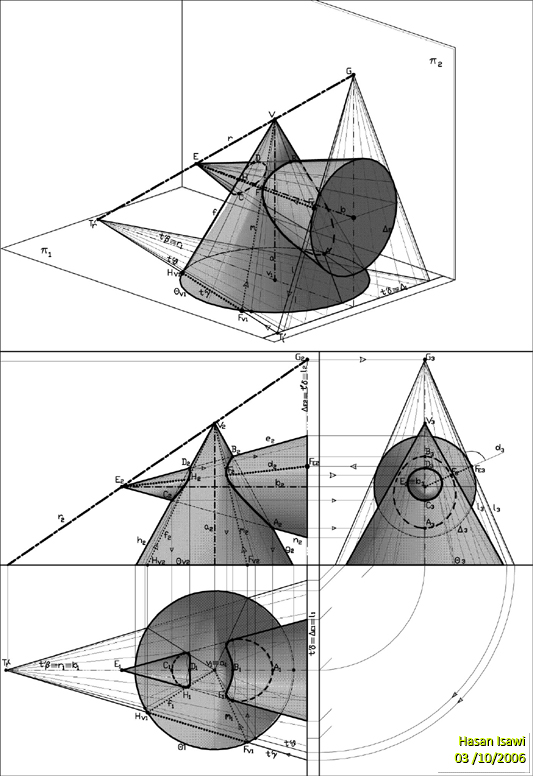
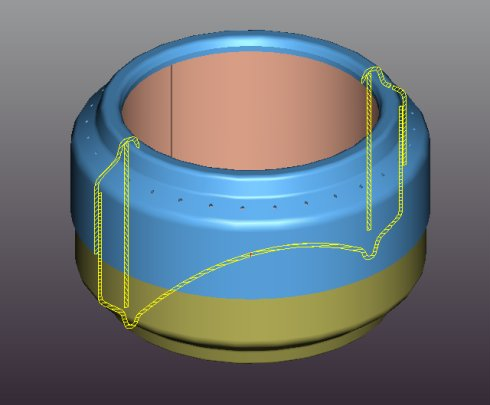
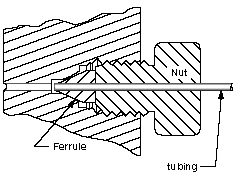
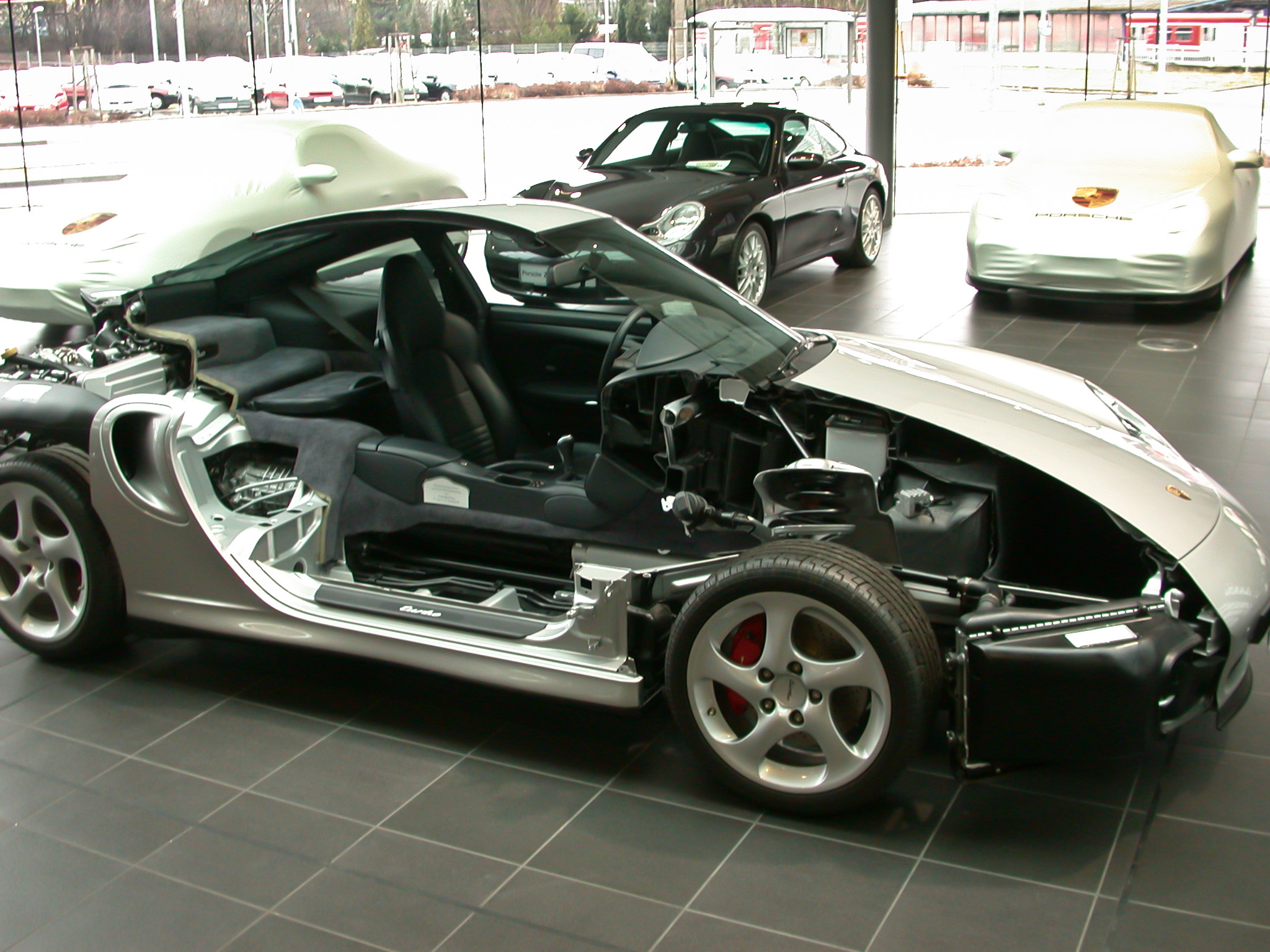